# Allt för Gud jag nu bekänner
Allt för Gud jag nu bekänner eller Allt för dig jag nu omtalar är en sång med text från 1890 av Herbert Booth som sjungs till en "Amerikansk melodi".

## Publicerad i
- Frälsningsarméns sångbok 1929 som nr 182 under rubriken "Helgelse - Överlåtelse och invigning" med inledningsfrasen "Allt för dig jag nu omtalar".
- Musik till Frälsningsarméns sångbok 1930 som nr 182 med inledningsfrasen "Allt för dig jag nu omtalar".
- Frälsningsarméns sångbok 1968 som nr 123 under rubriken "Helgelse" med inledningsfrasen "Allt för dig jag nu omtalar".
- Frälsningsarméns sångbok 1990 som nr 383 under rubriken "Helgelse" med inledningsfrasen "Allt för Gud jag nu bekänner".